# Riesenkraken
Die Riesenkraken (Enteroctopus) sind eine Gattung innerhalb der Familie der Echten Kraken. Die Gattung Enteroctopus umfasst vier bisher beschriebene Arten, Typusart ist Enteroctopus megalocyathus.

## Merkmale
Die Arten der Gattung sind groß bis sehr groß, sie erreichen Mantellängen von bis zu 60 cm und Gesamtlängen von mindestens 3 m. Der ovoide Mantel ist muskulös. Nichtmineralisierte, reduzierte Überbleibsel einer Schale innerhalb des Mantels (Stylets) sind vorhanden. Die Arme sind lang und muskulös, typischerweise erreichen sie das 3,5 bis 5-fache der Mantellänge. Die Arme sind etwa gleich lang, bei manchen Arten sind die dorsalen (rückenseitigen) Armpaare etwas länger. Die Schwimmhaut ist moderat bis tief. Sie reicht bis etwa 20 bis 30 % der Armlänge an den längsten Armen und ist am tiefsten an den seitlichen und am wenigsten tief an den ventralen (bauchseitigen) Armen. Die Saugnäpfe sitzen in zwei Reihen, vergrößerte Saugnäpfe sind bei manchen Arten vorhanden. Das Trichterorgan (Funnel) ist W-förmig. Die Radula besteht aus neun Elementen, sieben Zahnreihen und zwei Randplatten. Ein Tintenbeutel ist vorhanden, ebenso kleine anale Klappen.
Bei den Männchen ist der dritte rechte Arm zu einem Hectocotylus umgebildet, das längliche Fortpflanzungsorgan ist groß. Die Ligula ist extrem lang (etwa 20 % der Armlänge) und schmal, der Calamus winzig. Die Spermatophoren sind mit bis zur siebenfachen Mantellänge extrem lang, die kleinen Eier werden in girlandenförmigen Strängen abgelegt.
Riesenkraken sind typischerweise rotbraun bis orange, wobei die Färbung gleichmäßig bis fleckig sein kann. Falsch-Augenflecken (Ocelli) fehlen. Dorsal und leicht vor der Mitte des Mantels befindet sich ein querliegendes Paar von weißen Flecken. Die Haut ist weich, halb gallertartig, mit deutlichen längverlaufenden dorsalen und lateralen Falten und Runzeln. Ein reliefartiges Hautmuster (patch and groove system, patch-and-groove topology) ist vorhanden. Auf Mantel und Kopf befinden sich auffällige Papillen. Vier längliche, rautenförmig angeordnete Papillen befinden sich dorsal auf der Mitte des Mantels, ein bis zwei große, lappenartige Papillen über jedem Auge. Ein Hautgrat um den seitlichen Rand des Mantels fehlt.

## Verbreitung und Lebensraum

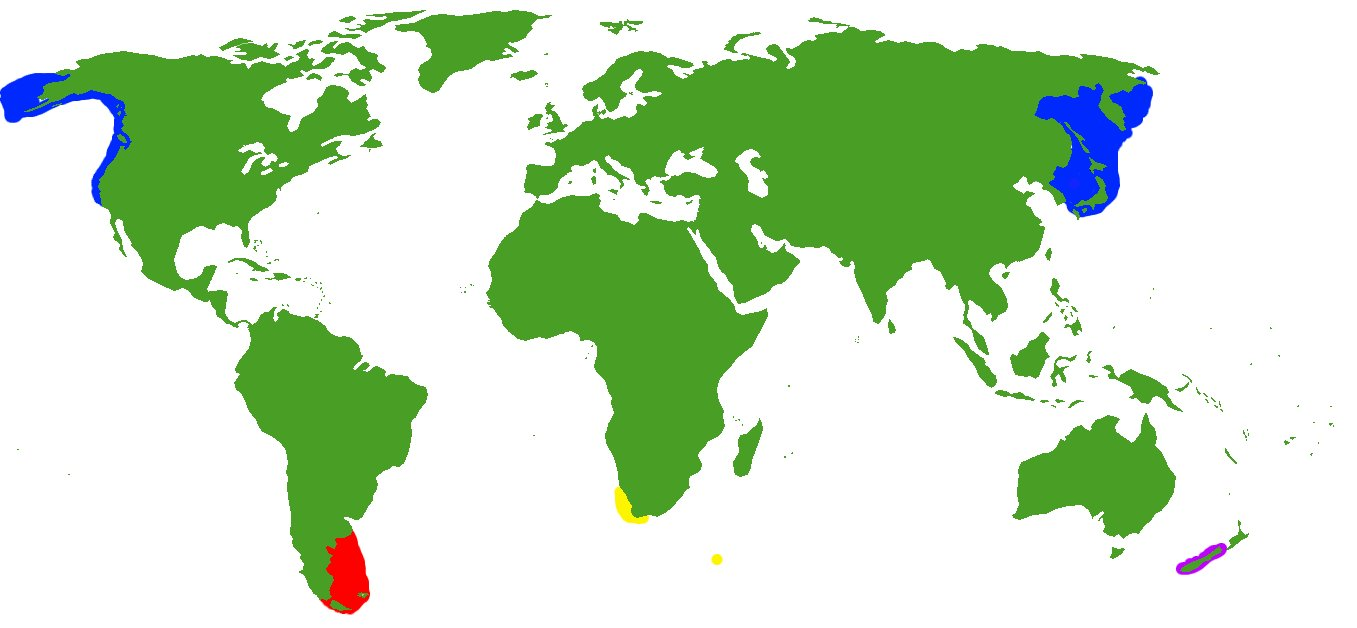
Verbreitungskarte der 4 Riesenkrakenarten:
Pazifischer Riesenkrake in blau,
Südpazifischer Riesenkrake in rot,
Südafrikanischer Riesenkrake in gelb,
Gelber Riesenkrake in lila.

Riesenkraken kommen in temperierten und kühleren Gewässern des Indischen und Pazifischen Ozeans sowie im südlichen Atlantik vor. Die Arten leben küstennah in der Gezeitenzone und in der Tiefsee bis mindestens 1500 m und bewohnen Riffe und weiche Sedimentsubstrate.

## Verwechslung
Irrtümlich wird häufig von Riesenkraken gesprochen, wenn in Wirklichkeit Riesenkalmare gemeint sind. Während Riesenkalmare zehn Arme besitzen, von denen zwei zu Tentakeln umgebildet sind, haben Riesenkraken acht Arme. Sie sollten auch nicht mit dem Kraken, einem Fabeltier der nordischen Mythologie, verwechselt werden (vgl. Riesenkraken (Mythologie)).

## Forschungsgeschichte und Systematik
Rochebrune und Mabille erstellten die Gattung 1889 auf Basis der neuen Art Enteroctopus membranaceus und fügten außerdem Enteroctopus megalocyathus, vormals Octopus megalocyathus, der neuen Gattung hinzu. Da Enteroctopus membranaceus die erste Art der Gattung war, wird sie manchmal als Typusart der Gattung angesehen. Allerdings wird Enteroctopus membranaceus oft als Nomen dubium betrachtet, da die ursprüngliche Beschreibung als nicht ausreichend angesehen wird, der Holotyp ein juveniles Exemplar war und darüber hinaus nicht mehr existiert. Robson (1929) sah Enteroctopus membranaceus als junior synonym von Enteroctopus megalocyathus, andere Autoren folgen den Auffassungen zu Enteroctopus membranaceus und erachten damit Enteroctopus megalocyathus als Typusart.
Die Gattung umfasst vier Arten:
- Enteroctopus dofleini (Pazifischer Riesenkrake) (Wülker, 1910)
- Enteroctopus magnificus (Südafrikanischer Riesenkrake) (Villanueva et al., 1992)
- Enteroctopus megalocyathus (Südpazifischer Riesenkrake) (Gould, 1852)
- Enteroctopus zealandicus (Gelber Riesenkrake) (Benham, 1944)